# Padunia rectangularis
Padunia rectangularis là một loài Trichoptera trong họ Glossosomatidae. Chúng phân bố ở miền Cổ bắc.